# Кухня Кот-д’Ивуара

Расположение Кот-д'Ивуара

Кухня Кот-д’Ивуара, Ивуарийская кухня — традиционная кухня в государстве Кот-д’Ивуара в Западной Африке, на побережье Гвинейского залива Атлантического океана. Кот-д’Ивуар является одним из крупнейших производителей какао в мире, а также производит пальмовое масло и кофе. Распространенные основные продукты питания включают зерновые и клубни. 

## Обычные продукты и блюда

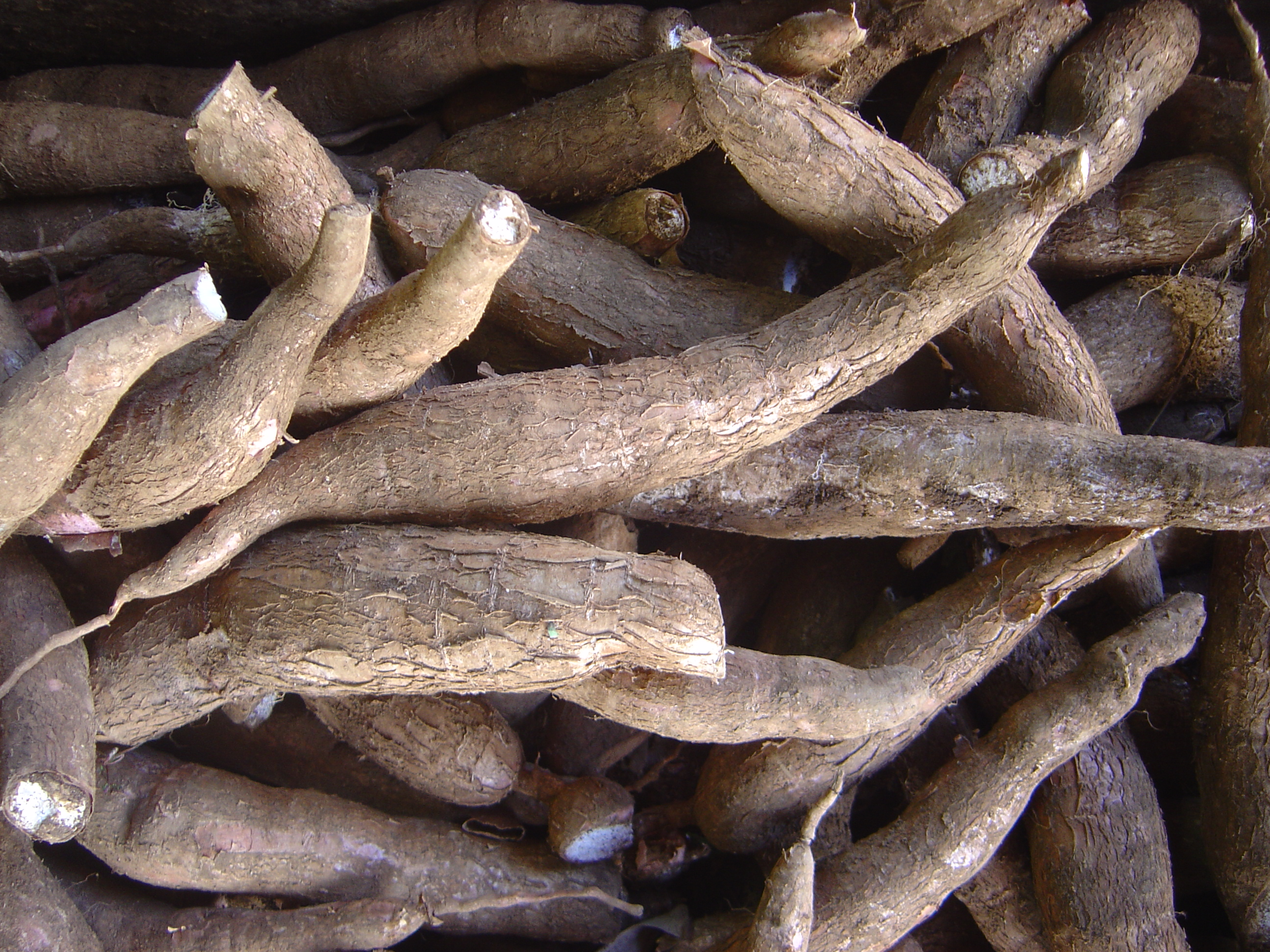
Сырая маниока

Как и в соседних странах Западной Африки, кухня основана на клубнях, зёрнах, свинине, курятине, морепродуктах, рыбе, свежих фруктах, овощах и специях.
Маниок и бананы — важные составляющие ивуарийской кухни. Кукурузная паста aitiu используется для приготовления кукурузных шариков, а арахис широко используется в блюдах. Ачеке — популярный гарнир в Кот-д’Ивуаре, приготовленный из тёртой маниоки, по вкусу и консистенции он очень похож на кускус. Распространённой уличной едой является alloco, представляющая собой спелый плод плантана, обжаренный в пальмовом масле, приправленный острым соусом из лука и чили. Его можно есть отдельно в качестве закуски или часто с яйцом, сваренным вкрутую, а также в качестве гарнира.
Рыба-гриль и курица-гриль — самые популярные не вегетарианские продукты. Нежирную цесарку с низким содержанием жира, которая популярна в регионе, обычно называют poulet bicyclette. Морепродукты включают тунца, сардины, креветки. Копчёная рыба также распространена, как и во всей Западной Африке.

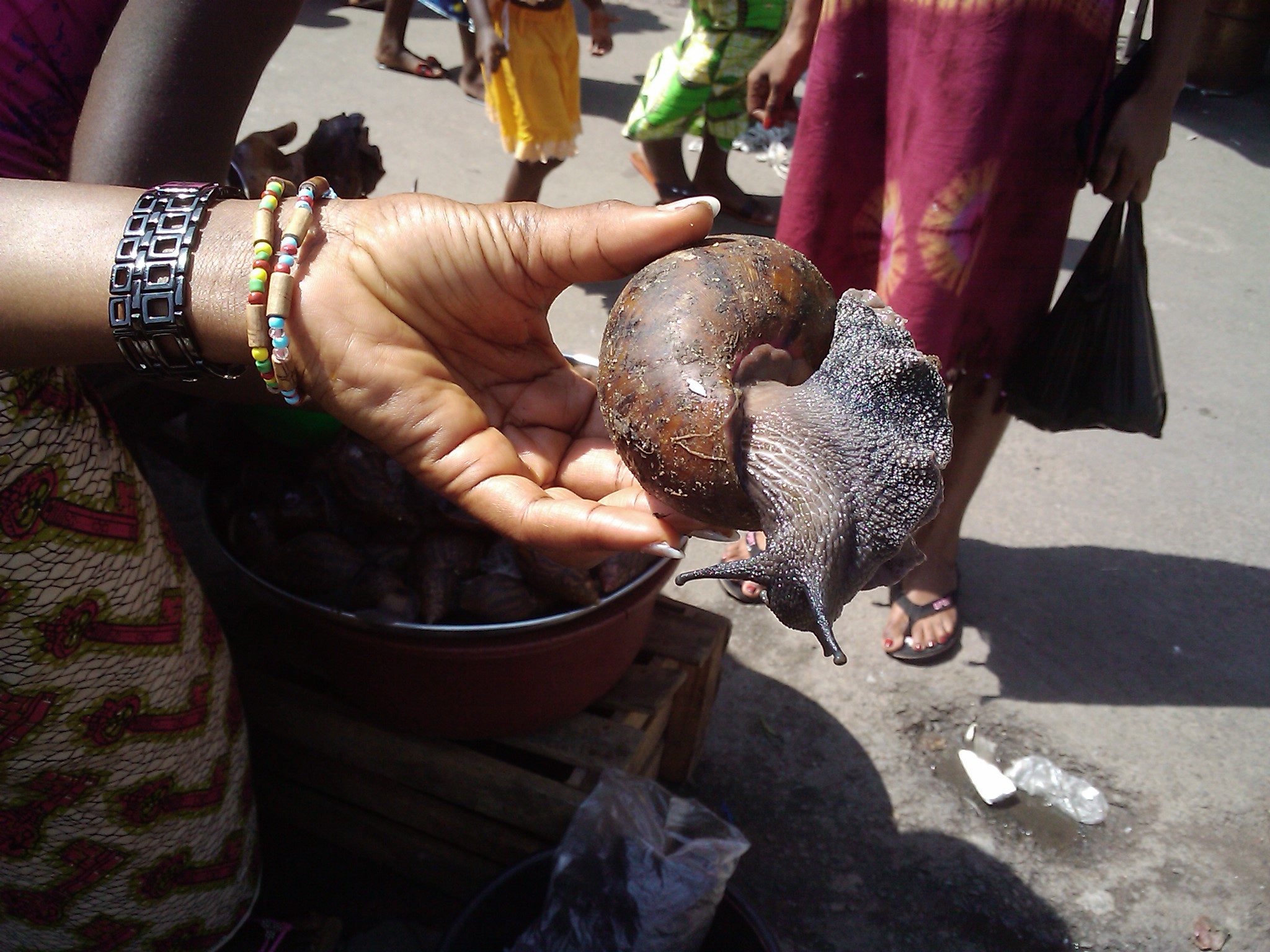
Ивуарийские улитки

Maafe (произносится как «mafia») — распространенное блюдо, состоящее из мяса в арахисовом соусе.
Тушёное мясо на медленном огне с различными ингредиентами — ещё один распространенный продукт питания в Кот-д’Ивуаре. Кеджену — это острое тушеное мясо, состоящее из курицы и овощей, которые медленно готовятся в закрытой кастрюле с небольшим количеством или без добавления жидкости. Это концентрирует ароматы курицы и овощей и смягчает мясо курицы. Обычно его готовят в глиняной посуде, называемой canari, на слабом огне или в духовке.
Ивуарийские наземные улитки огромны и очень ценятся, обычно их готовят на гриле или едят с соусом.

### Фрукты и овощи

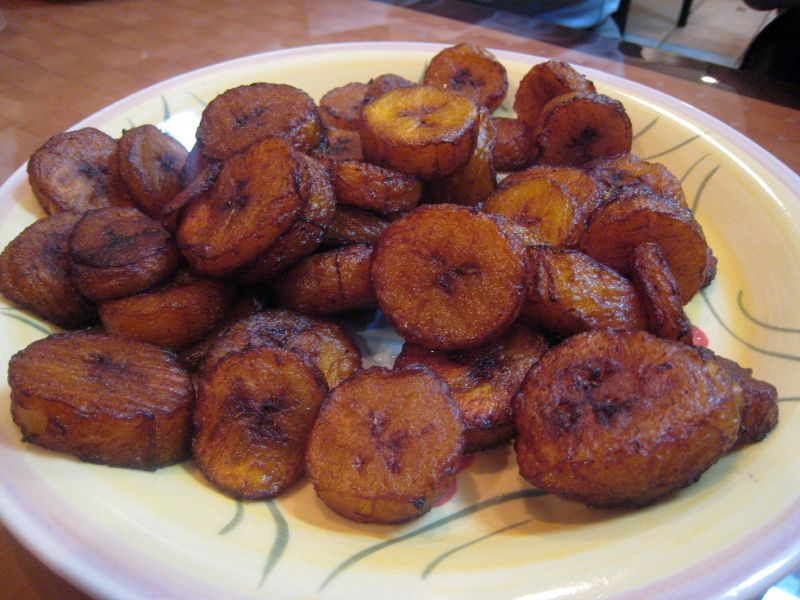
Alloco (жареный банан)

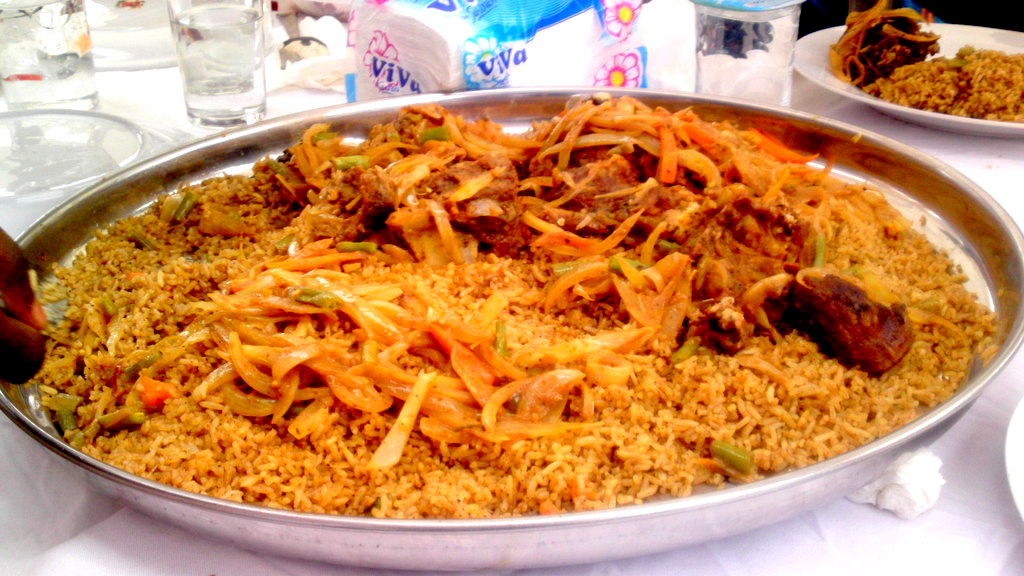
Riz gras

Широко употребляемые фрукты включают мандарины, манго, маракуйю, сметанное яблоко и кокосы. Баклажаны часто используют во многих блюдах. Foufou — это блюдо, состоящее из пюре из бананов и пальмового масла, в то время как foutou готовят из пюре из бананов и батата. Foutu banane, взбитое до эластичности на ощупь, можно сочетать с зернистым соусом, пальмовыми орехами, измельченными в пасту, покрытую ярко-красным маслом, и использовать для употребления в пищу.

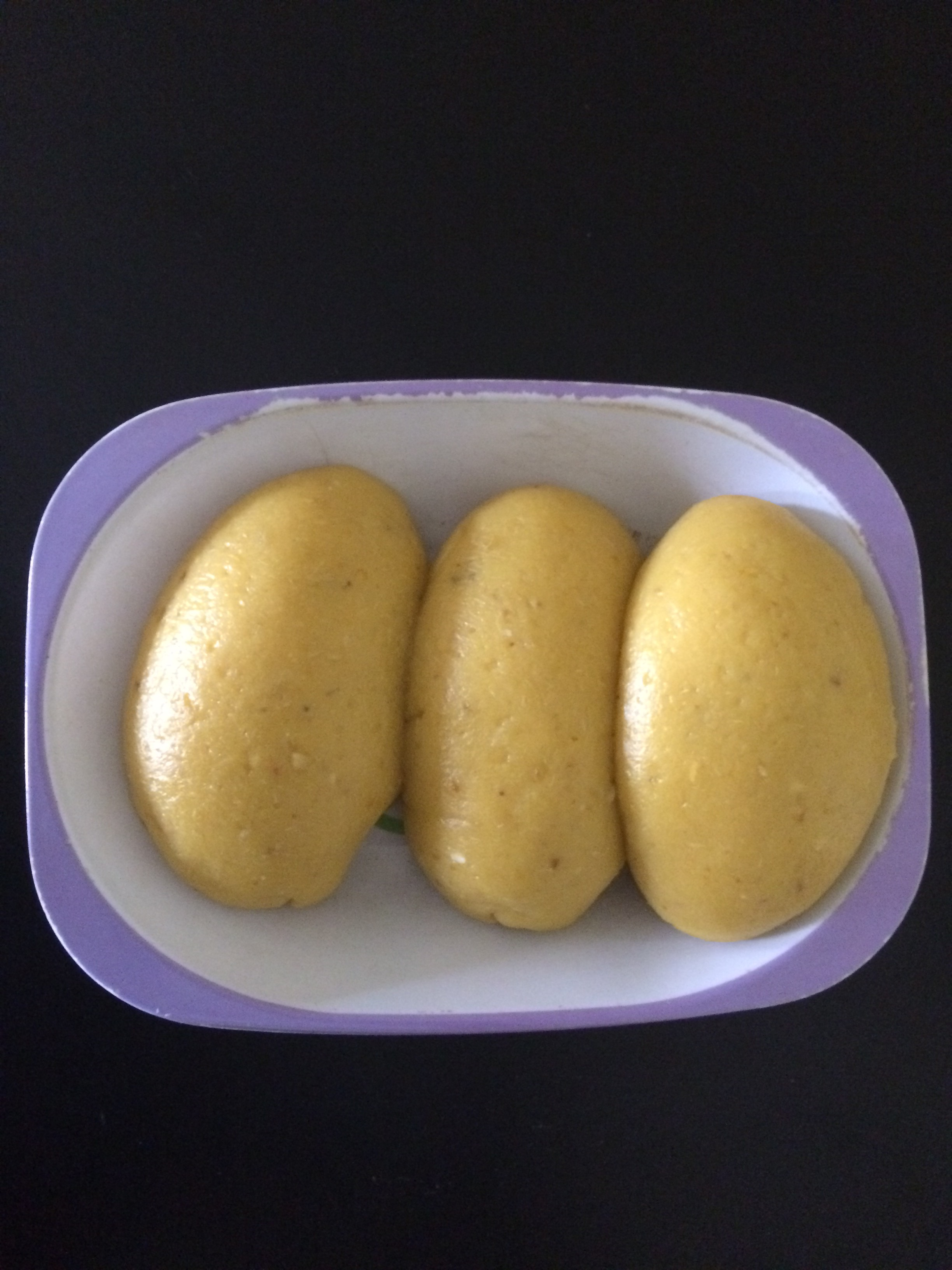
Foutu banane

Gombo frais (свежая бамия) — это тушеное мясо с кусочками помидора, пальмового масла и бамии, нарезанных вместе. Его можно подавать с гарниром из alloco (жареные бананы) или riz gras (жирный рис), ивуарийской версии западноафриканского jollof rice в котором пророщенные зёрна «готовятся в супе, приготовленном из лука, обжаренного в сладком соку и тушеного на медленном огне с чесноком, свежими помидорами и томатной пастой для получения светлых и темных слоев».
Attiéké, «ферментированная мякоть маниоки, натертая на терке и сформированная в крошечные кусочки, похожие на кус-кус» имеет мягкий вкус, но может подаваться с шотландским перцем или бульоном Maggi.

## Напитки
Bangui — местное пальмовое вино. Gnamakoudji — это измельченный имбирь, выжатый через сырную ткань, затем смягчённый ананасовым соком, лимоном и ванилью. Nyamanku — местный безалкогольный напиток, приготовленный из молотого корня имбиря, смешанного с соками апельсинов, ананасов и лимонов.

## Рестораны Maquis
У ивуарийцев есть своего рода небольшой ресторан под открытым небом под названием maquis, уникальный для Кот-д’Ивуара. В maquis обычно подают тушеную курицу и рыбу с луком и помидорами, attiéké или kedjenou.